# 크레이닷티비
크레이닷티비(CREY.TV)는 2009년 9월 9일 창간한 종합 인터넷신문이다.
크레이닷티비는 서민가정경제를 위협하는 각종 민생침해범죄와 유사수신 금융사기 범죄를 다룸으로써, 이를 통해 사회병폐를 예방하고 뿌리뽑아 이 땅에 서민들이 아픔을 겪지 않도록 계도와 홍보를 목적으로 창간되었다. 이런 목적에 부응하기 위해 서민 가정경제를 위협하는 다양한 분야의 민생침해범죄를 다룸으로써 서민경제분야 전문 뉴스를 표방한다.
또한, 크레이닷티비는 신속한 정보의 전달과 24시간 독자와의 쌍방향 소통을 이룸으로써 서민가정경제 지킴이의 구실을 하고 유사수신 금융사기의 피해로 말미암아 절망에 사로잡혀 희망을 잃어버린 피해가정을 위한 봉사와 지원 프로그램을 운영하고 있다.
2015년 CREY.TV와 새롭게 법인으로 출범한 크레이닷티비 주식회사와의 업무협력 MOU 체결로 유사수신행위로 인해 피해당한 전국의 피해자들을 아우르고 계도하여 경제적, 정서적 어려움을 겪고 있거나 차별적 시각으로 인해 소외감을 느끼는 일이 없도록 꾸준한 언론활동을 이어나가고 있다.

## 시민 기자(市民記者)제도
크레이닷티비는 현대 사회 내 새로운 형태의 온라인 미디어에 자발적으로 참여하는 시민 기자(市民記者, Citizen journalist)제도를 운영하고 있다.

## 단독 속보 보도현황
크레이닷티비는 단군 이래 최대 사기사건으로 손꼽히는 8조 원대 조희팔 계약사기사건의 주모자 2인의 국내 송환현장을 단독 취재하여 보도한 바 있다.

## NGO 후원활동
'커피산지 아프리카 어린이들에게 꿈과 희망을' 행사 공식 후원.
아름다운가게 마음을 전하다.

## 연혁
2009. 9. 9 창간
2010 한국언론연감 수록
2011. 1. 10 홈페이지 전면개편
2011. 3. 23 크레이닷티비 - 한국인터넷신문방송기자협회(KINBA) 업무협약
2012. 11. 5 2012 청소년 행복콘서트 후원
2013. 1. 21 크레이닷티비 선정 조희팔 금융게이트 사건 10대 뉴스 발표
2013. 2. 15 크레이닷티비 대표기자, 한국인터넷언론대상 우수 기자상 수상
2013. 12. 30 2013 청소년 행복콘서트 후원
2014. 11. 24 크레이닷티비 대표기자, 한국인터넷신문방송기자협회 주최, 대한민국 국회와 (사)한국언론사협회,(사)한국소셜네트워크협회, 국제언론인클럽이 후원한 2014 대한민국 공정사회 발전대상 언론취재부문 대상 수상
2015. 1. 13 크레이닷티비(주)와 CREY.TV 업무협력 MOU 체결